# Jack Thorne
Jack Thorne (Bristol, 1978. december 6. –) angol drámaíró és forgatókönyvíró.

## Életpályája
Bristolban nőtt fel, majd családja Berkshirebe költözött.
2012-ben két televíziós BAFTA-díjat kapott: a legjobb mini-sorozat és a legjobb drámasorozat kategóriában.
Ő a Harry Potter és az elátkozott gyermek társszerzője.

## Magyarul
- Harry Potter és az elátkozott gyermek. Első és második rész. A színházi próba szövegkönyvének különleges kiadása; J. K. Rowling, John Tiffany, Jack Thorne új története nyomán színdarab Jack Thorne, ford. Tóth Tamás Boldizsár; Animus, Bp., 2016

## Forgatókönyvei
- Skins (2007-2009)
- Drágaságom (2009)
- Ez itt Anglia '86 (2010)
- Skins (2011)
- Majd újra lesz nyár (2013)
- Hosszú út lefelé (2014)
- Vészforgatókönyv (2014)
- Glue (2014) (filmproducer is)
- Az igazi csoda (2017)
- Kiri (2018) (filmproducer is)
- Léghajósok (2019) (filmproducer is)
- Radioaktív (2019)
- Az Úr sötét anyagai (2019-2022) (filmproducer is)
- A titkos kert (2020)
- A segítség (2021) (filmproducer is)